# Bagrat III di Georgia
Bagrat III Bagrationi di Georgia in georgiano ბაგრატ? (Kutaisi, 960 circa – 7 maggio 1014) è stato un sovrano georgiano.
Sotto il suo regno la corona del Regno di Georgia e quella del Regno di Abcasia vennero unificate per diritti ereditari. A questi domini, Bagrat aggiunse, grazie ad un'oculata politica matrimoniale e di conquista militare, altri possedimenti dando vita in maniera effettiva ad un unico regno in territorio georgiano.
È anche noto per aver voluto la costruzione di una splendida cattedrale presso la città georgiana di Kutaisi, classificata come patrimonio dell'umanità dall'UNESCO.

## Origini e nascita
Nato intorno al 960 dalla dinastia Bagrationi, suo padre era il principe titolare del regno di Kartli, e sua madre, Gurandukht, era figlia del sovrano georgiano Giorgio II di Abcasia. Venne adottato ancora giovane da uno dei suoi familiari senza discendenti, David III di Tao, principe del Regno di Tao-Klarjeti e di quello di Tayk, ed uno dei più potenti sovrani della regione del Caucaso.
A quel tempo il regno di Abcasia era governato da un sovrano debole ed inetto, Teodoro il Cieco, suo zio materno; ma a causa della incapacità di governo del suo attuale sovrano il regno di Abcasia era immerso nella più totale anarchia e dilaniato da conflitti feudali interni. Protagonista di queste lotte intestine era il feudatario della regione del Kakheti, il principe Kwirike II, il quale assaltò la regione di Kartli, che era sotto la giurisdizione dei sovrani dell'Abcazia, ponendo sotto assedio la fortezza di Uplistsikhe. In risposta a questa invasione, il governatore di Kartli, Ioane Marushis-dze, nel 976 chiese al re David III di Tao di prendere sotto la sua giurisdizione quella provincia, o in alternativa di darla in eredità al giovane Bagrat. In risposta a queste richieste David intervenne contro il principe Kwirike II che fu costretto ad abbandonare i suoi piani di invasione e a ritirarsi nel suo feudo. Successivamente a Bagrat venne data la regione di Kartli al cui governo fu posto come reggente suo padre il principe Gurgen di Georgia. Tuttavia, Kwirike II, non pago della prima sconfitta subita, assalì nuovamente il territorio di Kartli, ma grazie al pronto intervento di suo zio David III, il regno del giovane Bagrat fu salvato una seconda volta.

## Re di Abcasia
Nel 978 re David III, in accordo con Ioane Marushis-dze, spinse il sovrano di Abcasia Teodoro III ad abdicare in favore di suo nipote Bagrat. Quest'ultimo lasciò sua madre, Gurandukht, come governatrice di Kartli e si trasferì nella città di Kutaisi per essere incoronato re di Abcasia. La scelta di incoronare il giovane Bagrat, erede sia dei Bagratidi che dei sovrani d'Abcasia, fu ben accetta anche dai signori locali, in continua lotta tra loro e con il potere centrale del regno.

## La rivolta dei nobili
Nell'arco di circa due anni, il nuovo sovrano piene pieno possesso del suo territorio, dimostrandosi determinato a sufficienza per ristabilire la legge e l'ordine e porre fine alle lotte tra i vari nobili e i feudatari del suo regno. Tuttavia alcuni signori feudali, nella regione governata dalla madre Gurandukht, rifiutarono di accettare l'autorità del nuovo sovrano ed il suo tentativo di unificazione di tutti i domini georgiani in un solo regno, e proclamarono i propri feudi dei regni indipendenti.

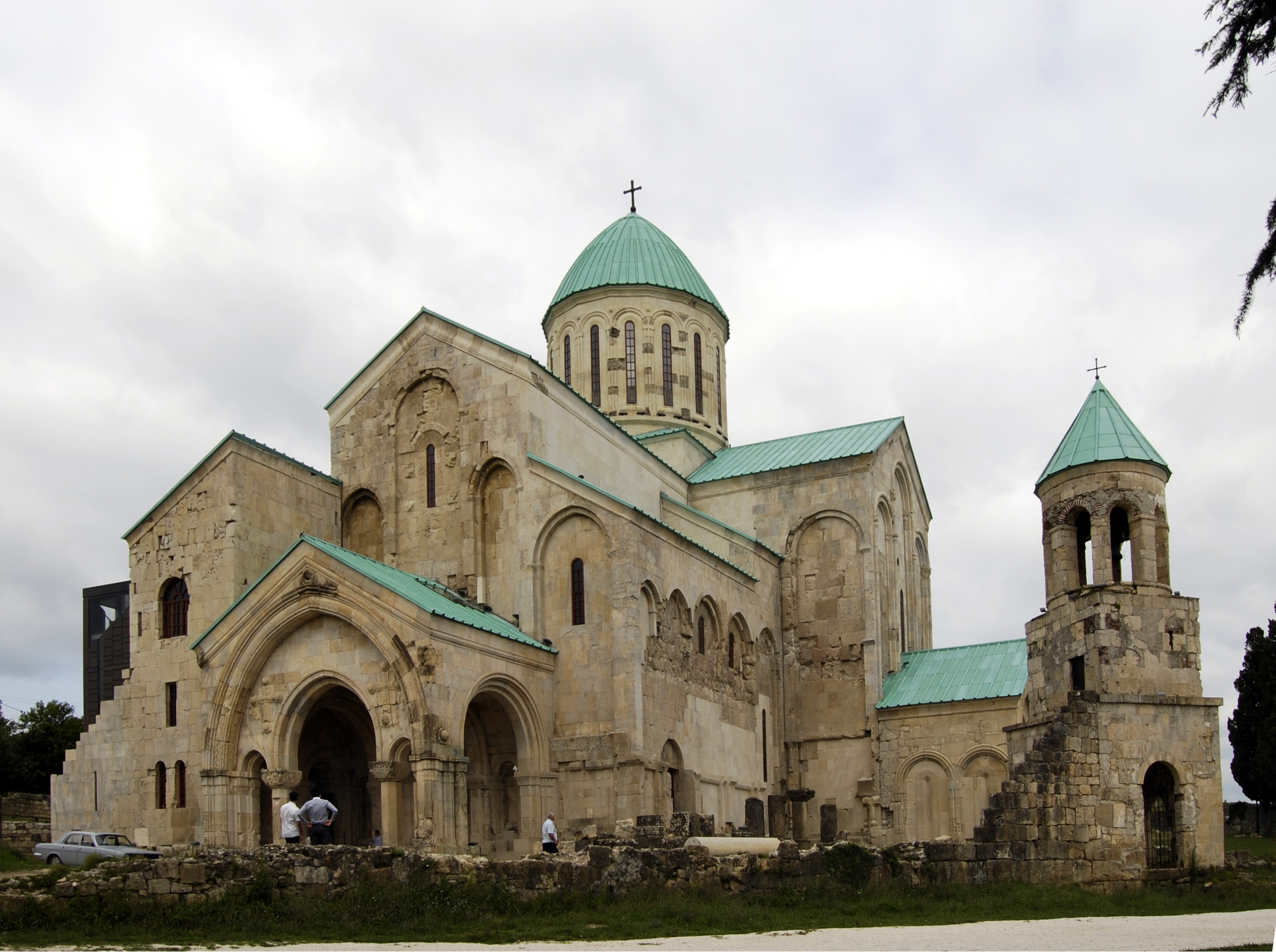
La cattedrale di Bagrati fatta edificare da Bagrat III durante il suo regno.

Il leader di questo movimento di rivolta dei signori feudali contro l'autorità sovrana di Bagrat III fu Kavtar Tbeli, la cui famiglia aveva da tempo rivendicato il
diritto di esercitare il governatorato sulla regione di Kartli. Deciso a ripristinare l'ordine nella regione e a sedare la rivolta, Bagrat giunse con il suo esercito lungo le sponde del fiume Tigva e nei pressi del villaggio di Moghrisi si scontrò con le truppe dei nobili guidati da Kavtar Tbeli, sconfiggendoli e destituendo ognuno di loro del titolo e di ogni diritto sui loro domini. Dopo aver sconfitto i suoi contestatori, Bagrat cercò di assicurarsi una nuova stabilità assegnando a nuovi dignitari a lui fedeli il governatorato dei territori ribelli e fece ritorno nella Georgia occidentale. Tuttavia, così come era accaduto a Kartli, anche nel territorio occidentale del suo regno, i signori locali approfittarono della sua assenza per rivoltarsi e rifiutare pubblicamente l'autorità del sovrano. Tuttavia anche questa volta Bagrat riuscì con fermezza a sedare la rivolta dei nobili recalcitranti alla sua autorità e li sostituì con una nuova nobiltà a lui fedele.
Dopo questa ulteriore vittoria, Bagrat rivolse la sua attenzione ai governatori della regione di Kldekari, retto dalla dinastia dei Baghvashidi (in georgiano ბაღჳაში), nell'attuale territorio di Kvemo Kartli, i quali anch'essi erano contrari al tentativo di riunificazione di tutti i feudi georgiani in un solo regno. Tuttavia i preparativi per la nuova campagna nel 989 provocarono sconcerto agli occhi del padre adottivo di Bagrat, David III di Tao, il quale, credendo che costui volesse destituirlo ed invadere il suo regno, nel tentativo di anticipare l'attacco, assalì di sorpresa i domini retti da Gurgen, il padre naturale di Bagrat, prima che costui potesse arrivare in sostegno del genitore. Tuttavia, Bagrat dopo aver dichiarato pubblicamente le sue intenzioni si riconciliò con David III di Tao e fu nuovamente libero di sferrare il suo attacco contro la sacca di resistenza contro i suoi disegni di accentramento del potere. Giunto nel territorio di Kldekari pose sotto assedio la regione, costringendo il governatore ribelle Rati Baghvashi, a ritirarsi nel feudo di origine della sua dinastia, Argveti, nella Georgia occidentale. Il nuovo territorio così annesso fu posto sotto il governatorato di Zvian, un nobile a lui fedele. Nel suo tentativo di unificazione del territorio georgiano,

## Unificazione del territorio georgiano
Intorno all'anno 1000, David III di Tao fu assassinato da un gruppo di nobili ribelli, e i suoi possedimenti, secondo accordi presi in precedenza con l'Impero bizantino, passarono sotto i domini di Basilio II Bulgaroctono. Con lo scopo di mediare questo passaggio di autorità, Bagrat e suo padre Gurgen, incontrarono personalmente il sovrano bizantino, furono tuttavia incapaci di evitare la costruzione di nuovi confini ma ottennero tuttavia dall'imperatore la carica di Curopalate e di magistros. Non rassegnatosi ad aver perso i territori appartenenti al regno di David III di Tao, in quello stesso anno Gurgen cercò di ottenere con la forza il diritto di successione dai governatori bizantini, ma dovette retrocedere con l'avvento del generale bizantino Niceforo Urano e del suo esercito.
Nel 1008 suo padre Gurgen morì e Bagrat gli succedette in tutti i suoi titoli, diventando così il primo sovrano di un regno unificato comprendente i regni di Abcasia e Kartli. In realtà il regno creato da Bagrat III comprendeva non solo i territori dell'Abcasia, ma anche il territorio di Egrisi, il territorio di Samegrelo, di Imereti, di Svaneti, di Rach'a-Lechkhumi, di Guria, di Adjara e infine di Kartli, di Şavşat, di Meskheti e di Javakheti; tutti questi territori diedero vita all'entità politica e geografica denominata Sakartvelo, ovvero tutta la Georgia.
Bagrat non risparmiò alcun mezzo per portare a compimento il suo disegno; nel 1010, vedendo che i suoi cugini del regno di Klarieti, Sumbat e Gurgen, non accettavano una sottomissione effettiva al suo regno ma solo una sottomissione formale continuando a detenere il titolo di sovrani di Klarieti, con il pretesto di una conciliazione ufficiale li invitò presso la fortezza di Panaskerti, ma una volta giunti li fece imprigionare, fino alla loro morte avvenuts nel 1012. Il motivo di questa scelta fu anche determinato dalla volontà del sovrano di assicurare la discendenza alla corona georgiana a suo figlio, Giorgio.
Successivamente, Bagrat si dedicò alla conquista della regione ai confini estremi orientali della Georgia, il territorio di Kakheti, che conquistò sempre intorno al 1010 e che lo portò a confinare con l'emirato shaddadita di Arran, nel territorio dell'Azerbaigian, il cui sovrano al-Fadl Ib. Muhammad, assaltò il territorio di Kakheti a seguito della sua annessione nel regno georgiano. Per opporsi a questa nuova invasione Bagrat si alleò con il sovrano armeno Gagik I e dopo aver ricacciato indietro gli invasori penetrò nel loro stesso territorio mettendo sotto assedio per rappresaglia la città di Shamkir. Nonostante l'aggressività dimostrata contro l'emirato shaddadita, complessivamente la politica estera di Bagrat fu improntata a rapporti pacifici, cercando principalmente di evitare qualsiasi attrito con l'Impero Bizantino e gli stati musulmani.
Il regno di questo sovrano fu molto importante nella storia della Georgia anche perché esso segna il trionfo definitivo della dinastia Bagrationi nel secolare conflitto per il predominio sul territorio georgiano.
Bagrat III passò alla storia anche per aver promosso e protetto la diffusione e il consolidamento del culto della Chiesa ortodossa georgiana, e tramite ciò di essere stato un grande mecenate per le produzioni artistiche dell'epoca. Per merito suo e per suo volere furono infatti edificate numerose chiese tra le quali occorre annoverare la Cattedrale di Bagrati, la Cattedrale di Bedia in Abcasia e la cattedrale di Nikortsminda nel territorio georgiano di Rach'a.
Bagrat morì nella sua fortezza di Panaskerti nel 1014 e fu sepolto nella cattedrale di Bedia dove si trova tutt'oggi.